# Knipolegus striaticeps
Knipolegus striaticeps е вид птица от семейство Tyrannidae.

## Разпространение
Видът е разпространен в Аржентина, Боливия, Бразилия и Парагвай.